# Рокем (Південна Дакота)
Рокем (англ. Rockham) — місто (англ. town) в США, в окрузі Фок штату Південна Дакота. Населення — 22 особи (2020).

## Географія
Рокем розташований за координатами 44°54′15″ пн. ш. 98°49′24″ зх. д. / 44.90417° пн. ш. 98.82333° зх. д. (44.904280, -98.823412).  За даними Бюро перепису населення США в 2010 році місто мало площу 1,29 км², уся площа — суходіл.

## Демографія
Згідно з переписом 2010 року, у місті мешкали 33 особи в 13 домогосподарствах у складі 6 родин. Густота населення становила 26 осіб/км².  Було 28 помешкань (22/км²).
Расовий склад населення:
| - 100,0 % — білих |

До двох чи більше рас належало 0,0 %. Частка іспаномовних становила 0,0 % від усіх жителів.
За віковим діапазоном населення розподілялося таким чином: 36,4 % — особи молодші 18 років, 42,4 % — особи у віці 18—64 років, 21,2 % — особи у віці 65 років та старші. Медіана віку мешканця становила 34,5 року. На 100 осіб жіночої статі у місті припадало 153,8 чоловіків;  на 100 жінок у віці від 18 років та старших — 133,3 чоловіків також старших 18 років.
Середній дохід на одне домашнє господарство  становив 85 820 доларів США (медіана — 63 333), а середній дохід на одну сім'ю — 85 820 доларів (медіана — 63 333). Медіана доходів становила 53 333 долари для чоловіків та 26 875 доларів для жінок. 
Цивільне працевлаштоване населення становило 25 осіб. Основні галузі зайнятості: освіта, охорона здоров'я та соціальна допомога — 52,0 %, сільське господарство, лісництво, риболовля — 24,0 %, транспорт — 12,0 %, оптова торгівля — 12,0 %.